# Pravilo desne ruke
Pravilo desne ruke način je određivanja smjera vektorskog produkta dvaju vektora u trodimenzionalnom prostoru.
Kako vektorski produkt ima primjenu na mnogim mjestima u fizici, pravilo desne ruke često se rabi i za pamćenje smjera nekih fizikalnih veličina, npr. elektromagnetske indukcije.
Pravilom desne ruke određuje se smjer induciranog napona u vodiču koji se giba u magnetskom polju:
Postavi li se desni dlan s ispruženim palcem tako da silnice magnetske indukcije ulaze u dlan, a palac pokazuje smjer gibanja vodiča relativno prema magnetskom polju, onda će ispruženi prsti pokazivati smjer induciranog napona.
Pravilo desne ruke, dakle, opisuje smjerove triju vektora: vektora {\displaystyle {\overrightarrow {a}}} i vektora {\displaystyle {\overrightarrow {b}}} te njihova vektorskog produkta {\displaystyle {\overrightarrow {a\times b}}}.
Zamjenom mjesta vektorima {\displaystyle {\overrightarrow {a}}} i {\displaystyle {\overrightarrow {b}}} umnožak bi promijenio predznak: {\displaystyle {\overrightarrow {b\times a}}=-{\overrightarrow {a\times b}}}.
Kad bi se umjesto desnog dlana za određivaǌe smjera vektorskog produkta upotrijebio lijevi, rezultantni vektorski umnožak promijenio bi predznak.
Stoga ako se učini oboje, dakle i zamijene mjesta vektorima i upotrijebi lijevi dlan, smjer rezultantnog vektorskog umnoška ostaje točan. Stoga se za pamćenje smjera nekih fizikalnih veličina ponekad izgovara pravilo poznato kao pravilo lijeve ruke, što, dakle, nije pogrešno dok se god pazi na to da uloga, tj. mjesto vektora koji se vektorski množe, bude odgovarajuće zamijenjena.